# Rilhac-Rancon
Pour les articles homonymes, voir Rancon (homonymie).
Rilhac-Rancon (prononcé en français : [ʁijak ʁɑ̃kɔ̃]) est une commune française située dans le département de la Haute-Vienne, en région Nouvelle-Aquitaine.
Ses habitants s'appellent les Rilhacois.

## Géographie

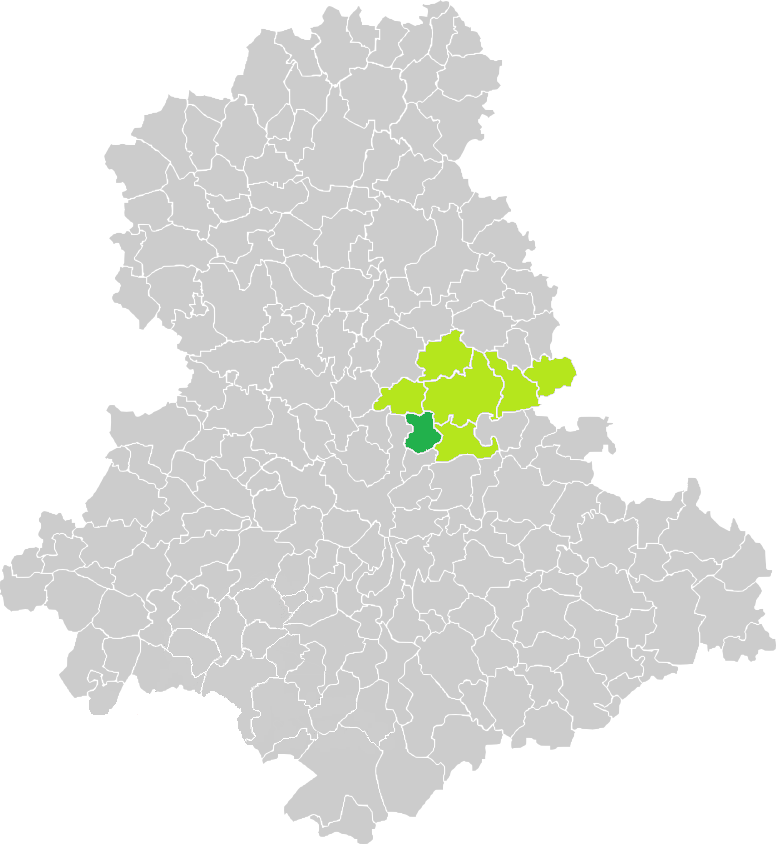
Situation de la commune de Rilhac-Rancon en Haute-Vienne.

La commune de Rilhac-Rancon est arrosée par la Cane, un affluent de la Vienne.

### Communes limitrophes
Les communes limitrophes sont Ambazac, Le Palais-sur-Vienne, Bonnac-la-Côte, Limoges et Saint-Priest-Taurion.
| Bonnac-la-Côte |                      | Ambazac              |
| Limoges        | Rilhac-Rancon        | Saint-Priest-Taurion |
|                | Le Palais-sur-Vienne |                      |

### Climat
Pour des articles plus généraux, voir Climat de la Nouvelle-Aquitaine et Climat de la Haute-Vienne.
Historiquement, la commune est exposée à un climat océanique limousin.  
En 2020, Météo-France publie une typologie des climats de la France métropolitaine dans laquelle la commune est exposée à un climat océanique altéré et est dans la région climatique  Ouest et nord-ouest du Massif Central, caractérisée par une pluviométrie annuelle de 900 à 1 500 mm, maximale en automne et en hiver.
Pour la période 1971-2000, la température annuelle moyenne est de 11,4 °C, avec une amplitude thermique annuelle de 15 °C. Le cumul annuel moyen de précipitations est de 1 009 mm, avec 13,2 jours de précipitations en janvier et 7,6 jours en juillet. Pour la période 1991-2020, la température moyenne annuelle observée sur la station météorologique la plus proche, située sur la commune de Limoges à 8 km à vol d'oiseau, est de 11,8 °C et le cumul annuel moyen de précipitations est de 1 018,0 mm,. Pour l'avenir, les paramètres climatiques de la commune estimés pour 2050 selon différents scénarios d’émission de gaz à effet de serre sont consultables sur un site dédié publié par Météo-France en novembre 2022.

## Urbanisme

### Typologie
Au 1er janvier 2024, Rilhac-Rancon est catégorisée ceinture urbaine, selon la nouvelle grille communale de densité à sept niveaux définie par l'Insee en 2022.
Elle appartient à l'unité urbaine de Rilhac-Rancon, une unité urbaine monocommunale constituant une ville isolée,. Par ailleurs la commune fait partie de l'aire d'attraction de Limoges, dont elle est une commune de la couronne,. Cette aire, qui regroupe 127 communes, est catégorisée dans les aires de 200 000 à moins de 700 000 habitants,.

### Occupation des sols
L'occupation des sols de la commune, telle qu'elle ressort de la base de données européenne d’occupation biophysique des sols Corine Land Cover (CLC), est marquée par l'importance des territoires agricoles (41,8 % en 2018), en diminution par rapport à 1990 (51,2 %). La répartition détaillée en 2018 est la suivante : 
forêts (36,2 %), zones urbanisées (21,5 %), prairies (16,7 %), zones agricoles hétérogènes (16 %), terres arables (9,1 %), eaux continentales (0,4 %), milieux à végétation arbustive et/ou herbacée (0,1 %). L'évolution de l’occupation des sols de la commune et de ses infrastructures peut être observée sur les différentes représentations cartographiques du territoire : la carte de Cassini (XVIIIe siècle), la carte d'état-major (1820-1866) et les cartes ou photos aériennes de l'IGN pour la période actuelle (1950 à aujourd'hui).

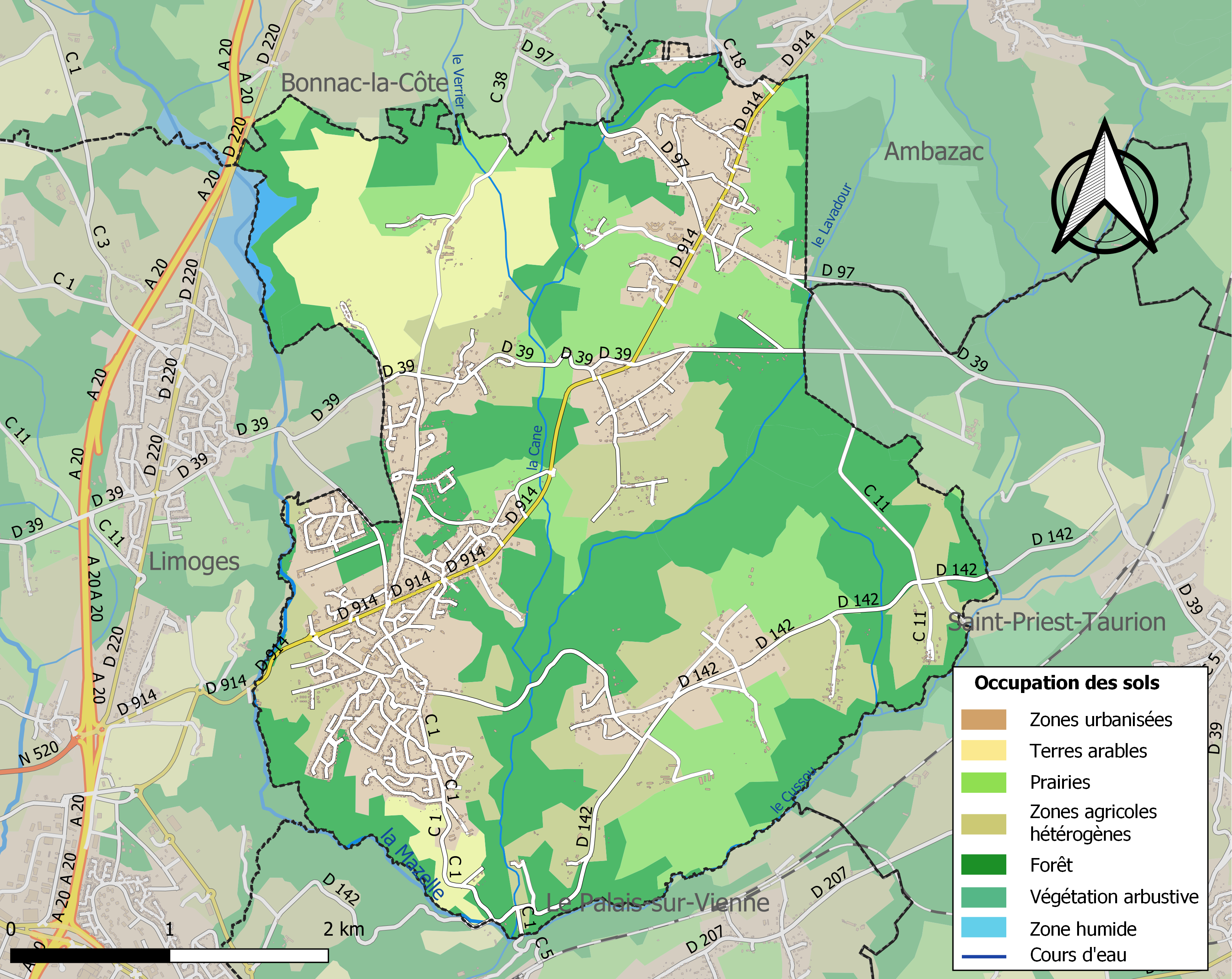
Carte des infrastructures et de l'occupation des sols de la commune en 2018 (CLC).

### Risques majeurs
Le territoire de la commune de Rilhac-Rancon est vulnérable à différents aléas naturels : météorologiques (tempête, orage, neige, grand froid, canicule ou sécheresse), mouvements de terrains et séisme (sismicité faible). Il est également exposé à un risque particulier : le risque de radon. Un site publié par le BRGM permet d'évaluer simplement et rapidement les risques d'un bien localisé soit par son adresse soit par le numéro de sa parcelle.

#### Risques naturels

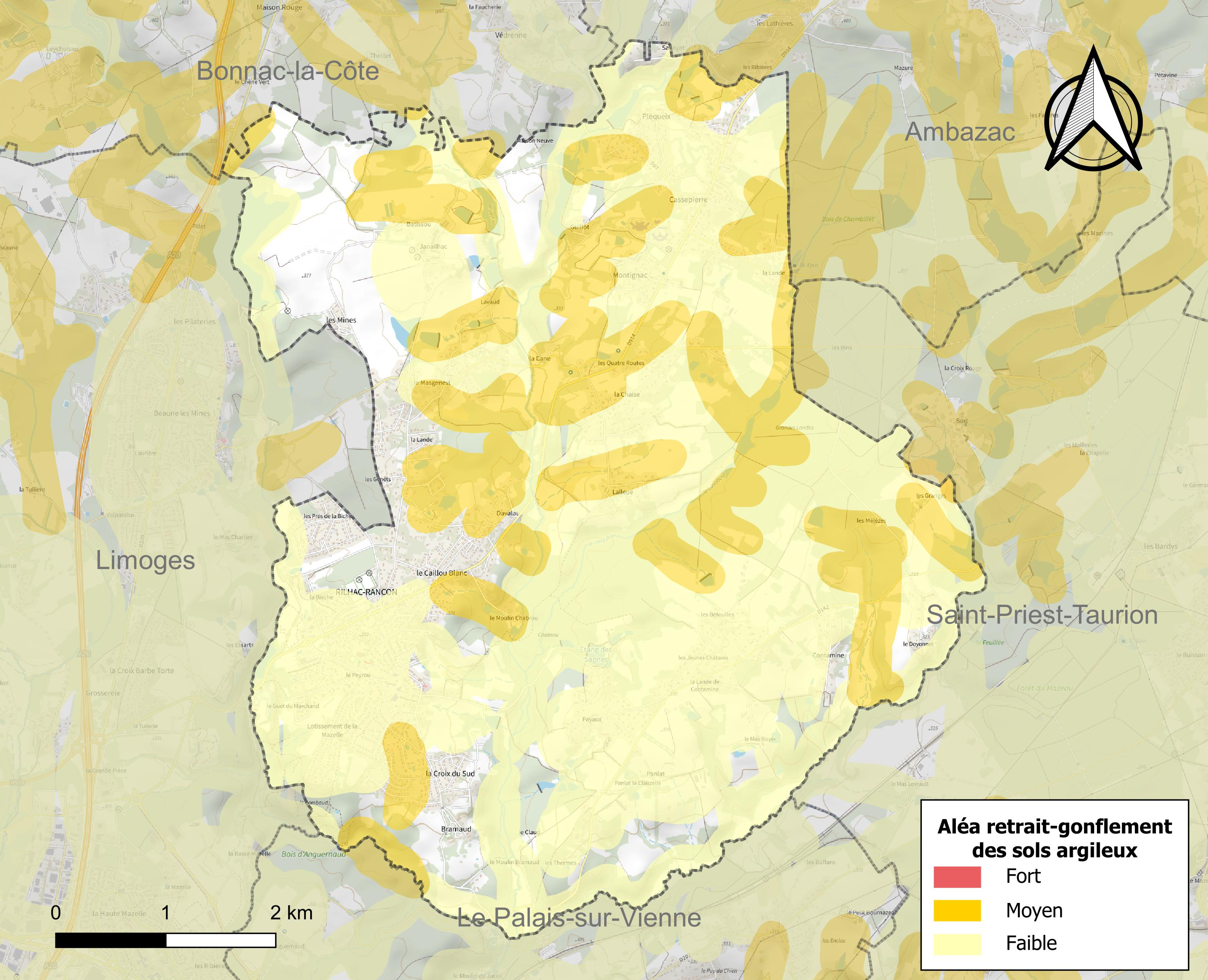
Carte des zones d'aléa retrait-gonflement des sols argileux de Rilhac-Rancon.

Les mouvements de terrains susceptibles de se produire sur la commune sont des mouvements de terrains miniers. Le retrait-gonflement des sols argileux est susceptible d'engendrer des dommages importants aux bâtiments en cas d’alternance de périodes de sécheresse et de pluie. 26,7 % de la superficie communale est en aléa moyen ou fort (27 % au niveau départemental et 48,5 % au niveau national métropolitain). Depuis le 1er octobre 2020, en application de la loi ÉLAN, différentes contraintes s'imposent aux vendeurs, maîtres d'ouvrages ou constructeurs de biens situés dans une zone classée en aléa moyen ou fort,.
La commune a été reconnue en état de catastrophe naturelle au titre des dommages causés par les inondations et coulées de boue survenues en 1982 et 1999 et par des mouvements de terrain en 1999.

#### Risque particulier
Dans plusieurs parties du territoire national, le radon, accumulé dans certains logements ou autres locaux, peut constituer une source significative d’exposition de la population aux rayonnements ionisants. Selon la classification de 2018, la commune de Rilhac-Rancon est classée en zone 3, à savoir zone à potentiel radon significatif.

## Toponymie
Le nom de la commune est Rilhac Rancom en limousin, dialecte occitan.

## Histoire
C'est au début de l’ère commune qu’un certain Rialus (du gaulois rialos : aimable) ou Relliacum (du gallo-romain régulus : petit roi) donnerait son nom à Rilhac.
Puis, tantôt appelée Rilhac-près-Beaune (1416), tantôt Rilhac-près-Ambazac, c’est vers 1690 que Rilhac devient une prévôté-cure du Rilhac-près-Beaune, diocèse de Limoges, rattachée à l’archiprêtré de Rancon. C’est ainsi que, désormais, la commune porte le nom de Rilhac-Rancon. Au cours de cette période, le territoire est placé sous la double autorité d'un prévôt et d'un curé. Le premier est un agent seigneurial avec des attributions administratives, judiciaires et militaires, tandis que le second exerce une autorité morale et religieuse.
Dans les années 1900 à 1930, les mines d'or de Beaune-les-Mines, en bordure occidentale de la commune, sont en activité.

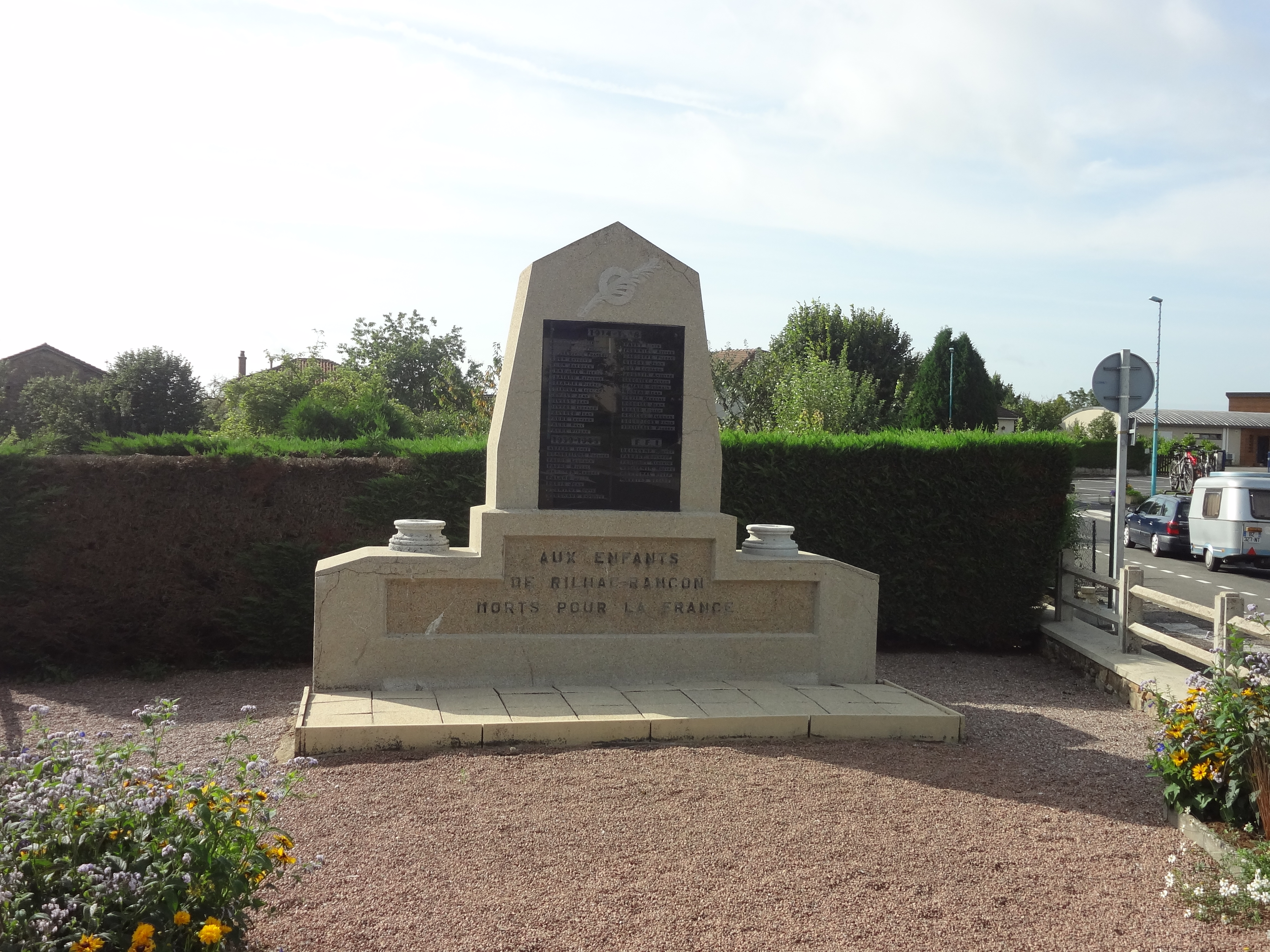
Monument aux morts.

## Politique et administration

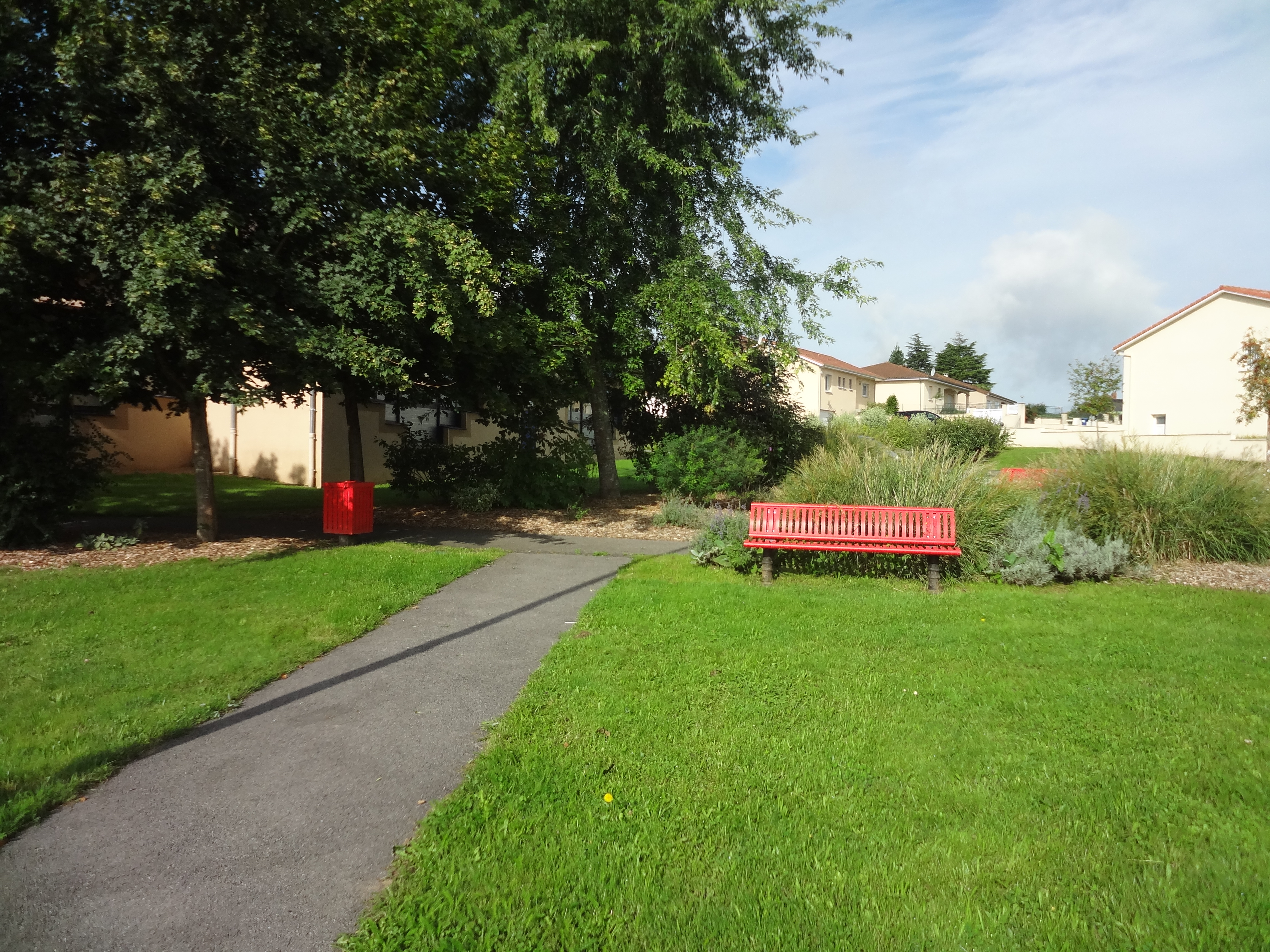
Espace vert.

### Liste des maires
| Période                                  | Période                   | Identité          | Étiquette | Qualité                                                         |
| ---------------------------------------- | ------------------------- | ----------------- | --------- | --------------------------------------------------------------- |
| 1900                                     | 1905                      | M. Rudeuil        |           |                                                                 |
| 1905                                     | 1920                      | Léonce Pichonnier |           |                                                                 |
| 1920                                     | 1925                      | Louis Malaud      |           |                                                                 |
| 1925                                     | 1929                      | Jean Lepetit      |           |                                                                 |
| 1929                                     | 1932                      | Julien Monteil    |           |                                                                 |
| 1932                                     | septembre 1941 (décès)    | Félix Barny       |           |                                                                 |
| octobre 1941                             | 1944                      | Pierre Ruchaud    |           |                                                                 |
| 1944                                     | mai 1945                  | André Roche       |           |                                                                 |
| mai 1945                                 | octobre 1947              | Jean Sénamaud     | SFIO      | Chef de gare retraité                                           |
| octobre 1947                             | décembre 1980 (démission) | Jean Sourdioux    | PCF       |                                                                 |
| janvier 1981                             | mars 1989                 | Gérard Violet     | PCF       |                                                                 |
| mars 1989                                | juin 1995                 | Roland Barritaut  |           |                                                                 |
| juin 1995                                | mars 2014                 | Roland Izard      | PS        | Retraité, maire honoraire (2021) Adjoint au maire (1989 → 1995) |
| mars 2014                                | juin 2020                 | Annick Chadoin    | PCF       | Retraitée de l'enseignement                                     |
| juin 2020                                | En cours                  | Nadine Burgaud    | PS        | Manager retraitée de la poste                                   |
| Les données manquantes sont à compléter. |                           |                   |           |                                                                 |

## Démographie
L'évolution du nombre d'habitants est connue à travers les recensements de la population effectués dans la commune depuis 1793. Pour les communes de moins de 10 000 habitants, une enquête de recensement portant sur toute la population est réalisée tous les cinq ans, les populations de référence des années intermédiaires étant quant à elles estimées par interpolation ou extrapolation. Pour la commune, le premier recensement exhaustif entrant dans le cadre du nouveau dispositif a été réalisé en 2006.

En 2022, la commune comptait 4 733 habitants, en évolution de +4,21 % par rapport à 2016 (Haute-Vienne : −0,68 %, France hors Mayotte : +2,11 %).
| 1793 | 1800 | 1821 | 1831 | 1836 | 1841 | 1846 | 1851 | 1856 |
| ---- | ---- | ---- | ---- | ---- | ---- | ---- | ---- | ---- |
| 696  | 700  | 695  | 656  | 728  | 717  | 700  | 748  | 780  |

| 1861 | 1866 | 1872 | 1876 | 1881 | 1886 | 1891 | 1896 | 1901 |
| ---- | ---- | ---- | ---- | ---- | ---- | ---- | ---- | ---- |
| 716  | 704  | 754  | 842  | 850  | 906  | 956  | 976  | 948  |

| 1906 | 1911  | 1921  | 1926  | 1931  | 1936  | 1946 | 1954 | 1962  |
| ---- | ----- | ----- | ----- | ----- | ----- | ---- | ---- | ----- |
| 981  | 1 010 | 1 034 | 1 098 | 1 046 | 1 049 | 905  | 996  | 1 029 |

| 1968  | 1975  | 1982  | 1990  | 1999  | 2006  | 2011  | 2016  | 2021  |
| ----- | ----- | ----- | ----- | ----- | ----- | ----- | ----- | ----- |
| 1 061 | 2 188 | 3 006 | 3 423 | 3 652 | 4 029 | 4 313 | 4 542 | 4 694 |

| 2022  | - | - | - | - | - | - | - | - |
| ----- | - | - | - | - | - | - | - | - |
| 4 733 | - | - | - | - | - | - | - | - |

## Lieux et monuments
- Les anciens moulins

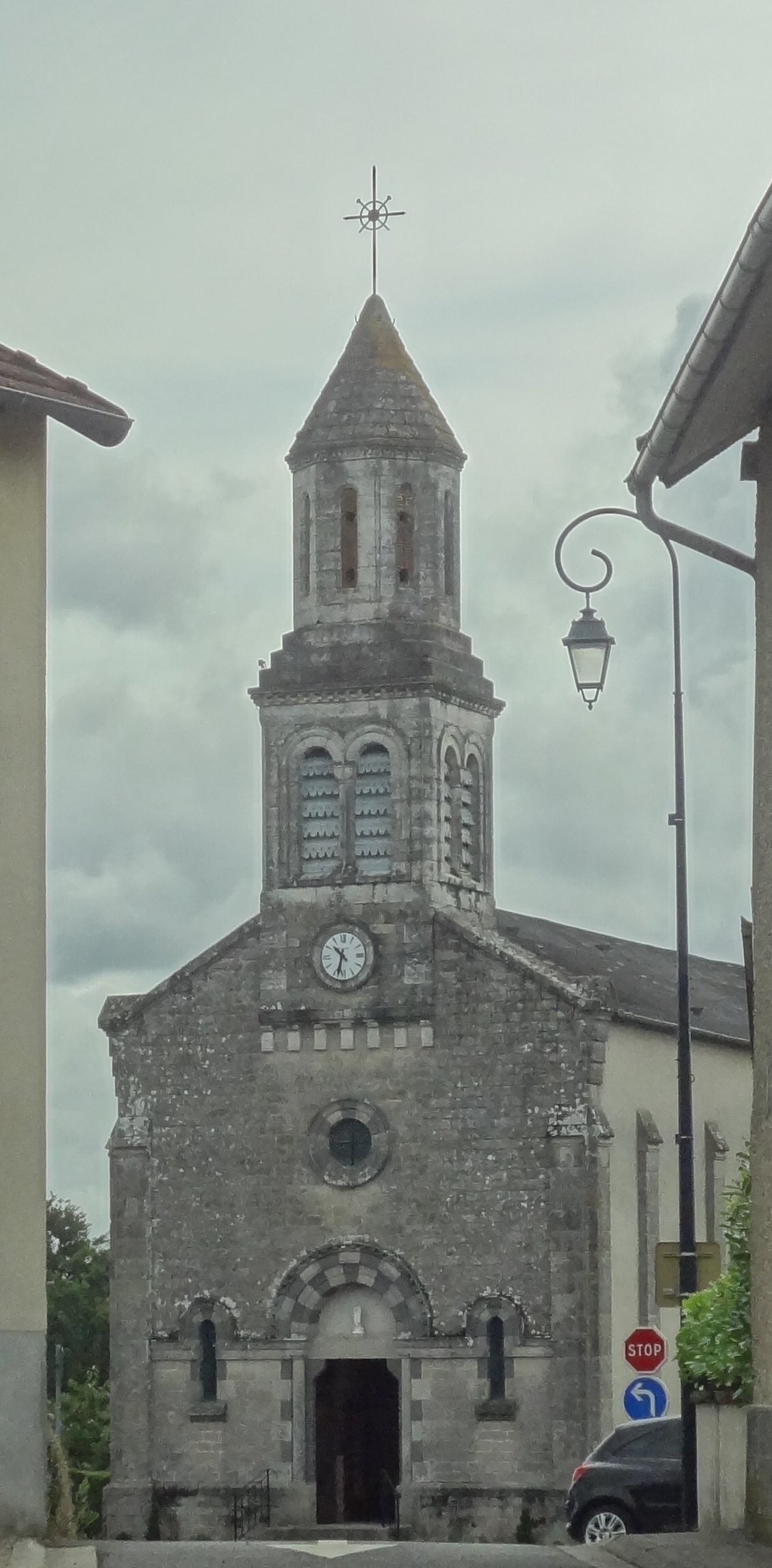
Église Saint-Jean-Baptiste

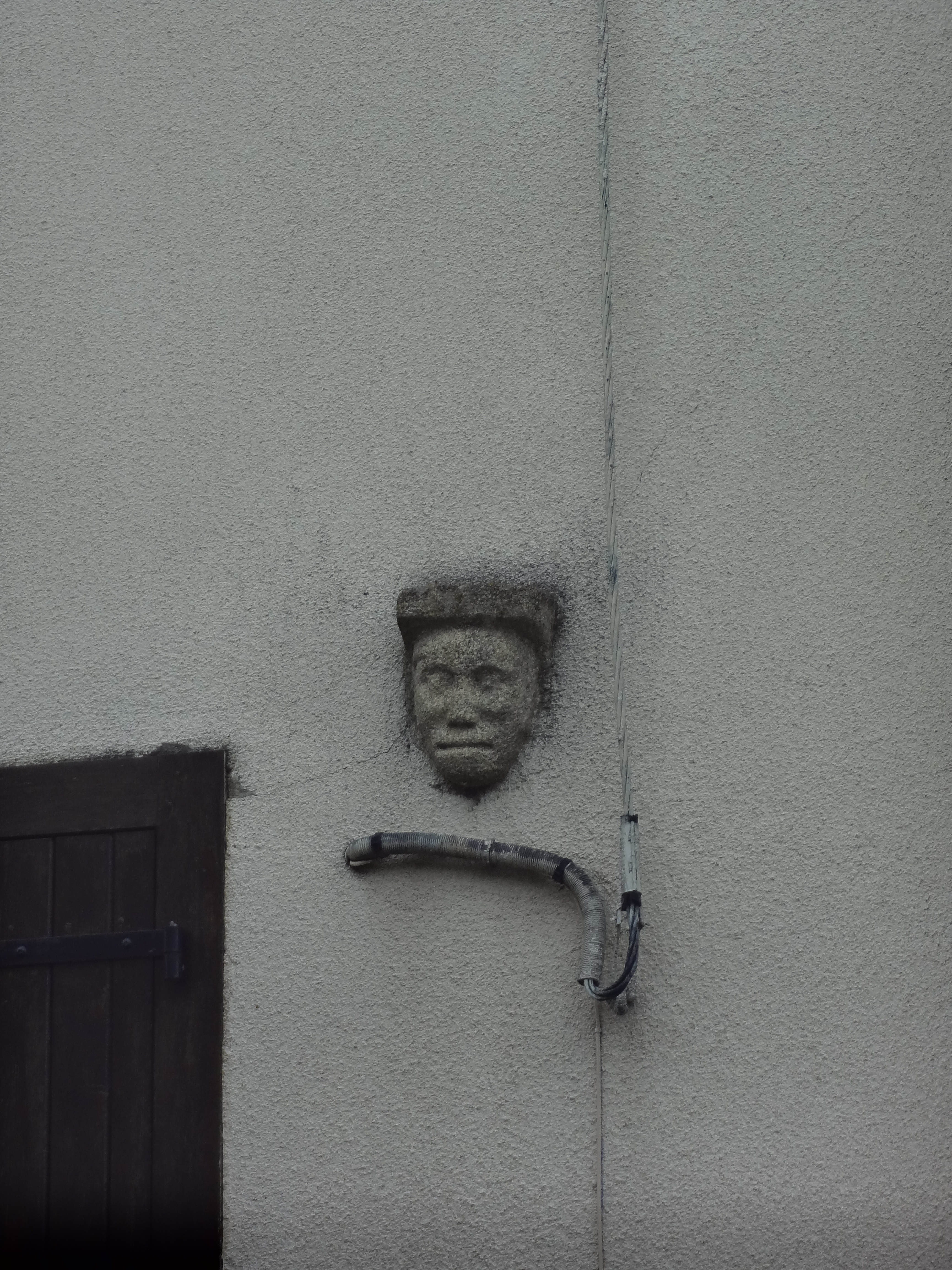
Tête sculptée sur la façade d'une maison.

- Église Saint-Jean-Baptiste de Rilhac-Rancon
- Le château de Bort à Rilhac-Rancon
- Le vieux bourg
- La croix (près de l'église)
- La fontaine Saint-Jean (vieux bourg)
- Le lavoir de Janaillac
- L'oratoire des thermes
- Les vieux ponts
- Les puits

## Personnalités liées à la commune
- Patrick Sobral, né le 18 novembre 1972, dessinateur français connu pour sa série Les Légendaires y réside[28]

## Pour approfondir